# Marcelo Djian
Marcelo Kiremitdjian mais conhecido como Marcelo Djian ou Marcelo (São Paulo, 6 de novembro de 1966) é um ex-futebolista brasileiro que atuava como zagueiro.

## Biografia

### Corinthians
Paulistano de ascendência armênia, iniciou nas categorias de base do Corinthians.    
Sua estreia nos profissionais aconteceu em 18 de outubro de 1987. Em seu primeiro jogo o Corinthians venceu o Internacional por 1–0, em partida válida pelo Campeonato Brasileiro de 1987. Na ocasião, o jogador de 20 anos começou a partida entre os titulares.    
Um dos melhores zagueiros revelados pelo Corinthians, Marcelo se manteve titular na equipe do Parque São Jorge por cinco anos. Raramente cometia erros bobos, embora tenha ficado injustamente marcado por um drible isolado que levou de Müller.    
Firmou-se no time durante a campanha do título paulista de 1988, na qual, inclusive, iniciou a jogada do gol de Viola na final contra o Guarani, ao roubar a bola no meio de campo. 
Dois anos depois, em 1990, Marcelo voltou a se destacar como o principal jogador da defesa do Corinthians, campeão brasileiro pela primeira vez, onde formou uma sólida defesa junto com Giba, Guinei e Jacenir. Naquele campeonato, Marcelo também ganhou a Bola de Prata, oferecida pela Revista Placar aos melhores jogadores de cada posição.
Mais tarde formou uma ótima dupla de zaga com Henrique, quando foi repentinamente vendido ao Lyon, da França, no meio do Campeonato Brasileiro de 1993.

### Lyon
Em 1993, foi transferido ao Lyon, da França, sendo o segundo brasileiro a atuar no clube. 
Djian vestiu a camisa do Lyon, num período que antecedeu a época gloriosa do clube nos anos 2000. Nesse período, os "Gones" foram vice-campeões franceses na temporada 1994/95, perdendo o título para o Nantes.  
Na temporada 1995/96, apesar de uma campanha ruim no Campeonato Francês, o Lyon chegou à final da Copa da Liga, contra o Metz. Nos pênaltis, a equipe acaba derrotada, sendo que Marcelo perdeu uma das cobranças. Porém, já na época era um dos ídolos da torcida, algo que não diminuiu com o vice-campeonato. 
Se despede do Lyon na temporada 1996/97. Encerrando sua passagem pelo clube na última rodada do Campeonato Francês, em um dia onde a equipe simplesmente estraçalhou o Olympique de Marseille por 8 a 0 em Gerland. Marcelo é aplaudido de pé quando é substituído, demonstrando todo o moral e respeito que tinha com o torcedor do Lyon. Foram 114 jogos e apenas um gol marcado com a camisa dos "Gones". 
| “ | Quando eu fui para lá, o Lyon não era um grande da França, era mediano. Eu fui com a intenção de me dar bem na Europa e com a mentalidade de vencer, mesmo com as dificuldades que a equipe tinha na época", lembrou o ex-defensor, em entrevista a ESPN. | ” |

Foi, provavelmente, o maior responsável pela abertura de portas a jogadores brasileiros nos anos seguintes no Lyon, não só pelo fato de ter jogado lá, mas também pela sua colaboração como representante do clube no Brasil, indicando jogadores brasileiros para serem contratados pelo time francês (como Edmílson, Cláudio Caçapa, Juninho Pernambucano, Cris, Fred, entre outros). Tal fato seria decisivo na fase áurea do clube nos anos 2000, por motivos óbvios.  
Djian permanece respeitado pelo torcedor até hoje, mesmo abaixo de outros nomes. Porém, seu pioneirismo foi essencial para o sucesso dos diversos jogadores brasileiros no time, numa relação com o país que segue viva até hoje.    

### Cruzeiro
Retornou ao Brasil em 1997, como jogador do Cruzeiro. Ali, para evitar confusão com o colega Marcelo Ramos, adicionou o "Djian", abreviação de seu sobrenome armênio, ao seu nome futebolístico. 
Foi campeão mineiro em 1998. No mesmo ano, chegou a final do Campeonato Brasileiro, logo contra o Corinthians, o time que lhe deu projeção. Acabou amargando o vice-campeonato, mas recebeu a sua segunda Bola de Prata, como melhor zagueiro-central do campeonato brasileiro. Na sequência, faturaria ainda a Recopa Sul-Americana, e a Copa do Brasil, em 2000.    

### Atlético Mineiro
Em 2001, trocou o clube azul pelo rival Atlético Mineiro, sem o mesmo sucesso. 

### Aposentadoria
Aposentou-se no Galo em 2002, após serem eliminados pelo Brasiliense, na Copa do Brasil. Posteriormente tornando-se representante da equipe do Lyon, no Brasil.

### Seleção Brasileira
Pela equipe canarinho teve poucas oportunidades, foram 14 convocações e apenas dois jogos.

## Títulos

### Clube
Corinthians
- Campeonato Paulista de 1988[4]
- Campeonato Brasileiro de 1990[5][3]
- Supercopa do Brasil de 1991

Lyon
- Copa Intertoto da UEFA de 1997

Cruzeiro
- Campeonato Mineiro: 1998
- Recopa Sul-Americana de 1998
- Copa do Brasil de 2000

### Individual
- Bola de Prata - 1990 (Na época era conhecido por Marcelo)
- Bola de Prata - 1998